# Dyscia distinctissima
Dyscia distinctissima är en fjärilsart som beskrevs av Warnecke 1941. Dyscia distinctissima ingår i släktet Dyscia och familjen mätare. Inga underarter finns listade i Catalogue of Life.